# Assoziator (Mathematik)
In der abstrakten Algebra wird der Ausdruck Assoziator in unterschiedlicher Weise als ein Maß für die Abweichung einer algebraischen Struktur bzw. einer dort definierten zweistelligen Verknüpfung vom Assoziativgesetz verwendet.

## Ringtheorie
In einem nichtassoziativen Ring oder Algebra {\displaystyle (R,\circ )} ist der Assoziator die multilineare Abbildung
{\displaystyle [\cdot ,\cdot ,\cdot ]:R\times R\times R\to R:[x,y,z]=(x\circ y)\circ z-x\circ (y\circ z);\,}
wobei auch die Schreibweisen {\displaystyle (x,y,z)} oder {\displaystyle A(x,y,z)} gebräuchlich sind.
Für einen (assoziativen) Ring ist er immer gleich Null.
Für den Assoziator gilt die Identität
{\displaystyle w[x,y,z]+[w,x,y]z=[wx,y,z]-[w,xy,z]+[w,x,yz].\,}
Er alterniert genau dann, wenn {\displaystyle R} alternativ ist.
Er ist symmetrisch in seinen am weitesten rechts stehenden Argumenten, wenn {\displaystyle R} eine Prä-Lie-Algebra ist.

## Quasigruppentheorie
Auch der Assoziator in Quasigruppen misst die Abweichung der dort definierten Verknüpfung vom Assoziativgesetz, seine Definition unterscheidet sich aber ansonsten grundlegend von der in der Ringtheorie.
Eine Quasigruppe Q ist eine Menge mit der zweistelligen Verknüpfung {\displaystyle \cdot :Q\times Q\to Q}, für die {\displaystyle \forall a,b\in Q} die Gleichungen {\displaystyle a\cdot x=b} und {\displaystyle y\cdot a=b} die eindeutigen Lösungen {\displaystyle x,y\in Q} haben. In einer Quasigruppe Q ist der Assoziator durch
{\displaystyle (a\cdot b)\cdot c=(a\cdot (b\cdot c))\cdot (a,b,c)\;\forall a,b,c\in Q}
definiert.